# Epirrhoe pseudoluctuata
Epirrhoe pseudoluctuata là một loài bướm đêm trong họ Geometridae.